# Bài hát hay nhất (mùa 3)
Mùa thứ ba của chương trình Bài hát hay nhất được phát sóng trên kênh VTV3 từ ngày 2 tháng 10 năm 2022 đến ngày 26 tháng 2 năm 2023. Mùa thứ ba này giới thiệu một phiên bản hoàn toàn mởi của chương trình với tên gọi là Big Song Big Deal. Thanh Thanh Huyền đảm nhiệm vai trò là người dẫn chương trình của mùa này, cùng với sự góp mặt của các cố vấn âm nhạc, giám khảo và nhà đầu tư bao gồm nhiều nghệ sĩ nổi tiếng cũng như đại diện trong lĩnh vực tài chính ngân hàng và các công ty quản lý nghệ sĩ cùng tham gia.
Hà An Huy là người chiến thắng của mùa này với tổng cộng 47 điểm, trong đó có 25 điểm từ giám khảo và 22 điểm từ kết quả bình chọn của khán giả.

## Định dạng
Phiên bản Big Song Big Deal có luật chơi hoàn toàn khác so với những mùa trước đây của chương trình Bài hát hay nhất. Kết quả chung cuộc của thí sinh được tính dựa trên 50% điểm số tích lũy thông qua các tập phát sóng của chương trình và 50% còn lại dựa trên bình chọn của khán giả. Thí sinh giành được điểm tích lũy cao nhất sẽ trở thành quán quân của chương trình.
5 thí sinh tham gia trong mỗi tập phát sóng sẽ trải qua 4 vòng thi đấu. Mỗi thí sinh trong một tập sẽ chuẩn bị một bài hát mà mình sáng tác và thể hiện trực tiếp trên sân khấu. Bất kỳ giám khảo, nhà đầu tư hay khán giả nào trong trường quay cũng đều có thể đầu tư cho các tiết mục của các thí sinh.
- Ở vòng 1, các thí sinh hé lộ tóm tắt ý nghĩa của bài hát mà mình sẽ trình diễn để thuyết phục ban giám khảo, hội đồng cố vấn và 100 khán giả có mặt tại trường quay. Kết thúc vòng 1, người có tỷ lệ bình chọn thấp nhất từ khán giả sẽ bị loại và phải thể hiện trọn vẹn tiết mục của mình.
- Ở vòng 2, các thí sinh công bố teaser của bài hát mà mình sẽ thể hiện. Ban giám khảo sẽ chọn ra 3 thí sinh đi tiếp vào vòng trong, thí sinh còn lại sẽ bị loại và phải thể hiện trọn vẹn tiết mục của mình.
- Ở vòng 3, mỗi thí sinh sẽ bày tỏ quan điểm của mình về bài hát của các đối thủ, đồng thời bảo vệ cho bài hát của mình. Họ sẽ thể hiện một đoạn mà họ cho là hay nhất trong bài hát mà mình sẽ thể hiện nhằm thuyết phục ban giám khảo, hội đồng cố vấn và khán giả tại trường quay. Kết thúc vòng 3, người có tỷ lệ bình chọn thấp nhất từ khán giả sẽ bị loại và phải thể hiện trọn vẹn tiết mục của mình.
- Vòng cuối cùng, các thí sinh thể hiện trọn vẹn tiết mục mà mình sáng tác. Kết thúc phần trình diễn của các thí sinh, ban giám khảo và khán giả sẽ bình chọn cho thí sinh mà mình yêu thích nhất (điểm bình chọn của ban giám khảo được nhân 5). Thí sinh có tỷ lệ bình chọn cao hơn sẽ giành chiến thắng.

## Sản xuất

### Công bố sản xuất
Bài hát hay nhất phiên bản Big Song Big Deal đã được chương trình công bố sản xuất vào giữa năm 2022. Theo thông báo của chương trình, với phiên bản mới này, chương trình sẽ tiếp tục mang đến cho khán giả những sáng tác của nhiều tác giả trẻ. Tuy nhiên lần này, chúng sẽ được đưa lên sàn giao dịch, từ đó giúp người chơi vừa có thể thỏa đam mê, vừa có thể kinh doanh chính tác phẩm mà mình tạo ra. Ngoài ra, trong mỗi số phát sóng của chương trình còn có sự xuất hiện của các khách mời là những gương mặt nổi tiếng, họ đến để tham gia đấu giá các ca khúc mà họ thấy "ưng" nhất, tạo ra sự kịch tính, thú vị cho chương trình. Các sản phẩm trong chương trình cũng được phân phối trên nền tảng NFT OpenSea nhằm tạo độ phổ biến và nâng tầm sáng tác của các thí sinh tham gia chương trình.

### Tuyển chọn thí sinh
Các buổi tuyển chọn thí sinh đã diễn ra tại Thành phố Hồ Chí Minh từ ngày 19 đến 21 tháng 7 và tại Hà Nội từ ngày 23 đến 25 tháng 7 năm 2022. Trong buổi tuyển chọn tại Thành phố Hồ Chí Minh, nhạc sĩ Dương Khắc Linh - một trong những giám khảo lựa chọn ra các nhân tố tốt nhất - cho biết bản thân anh ấn tượng từ ca từ, giai điệu trong các sáng tác của các thí sinh. Bên cạnh đó, anh còn bất ngờ trước những chất giọng đặc biệt đến từ các thí sinh tham gia buổi tuyển chọn.
Vòng tuyển chọn của chương trình đã được phát sóng trên kênh YouTube chính thức của nhà sản xuất vào lúc 20:30 thứ 4 và chủ nhật hàng tuần từ ngày 28 tháng 7. Khán giả cũng có thể tham gia bình chọn cho các thí sinh để quyết định một phần cho các thí sinh có cơ hội bước tiếp vào vòng tuyển chọn tiếp theo thông qua ứng dụng bình chọn của nhà tài trợ.
Theo format của chương trình, 100 thí sinh có tổng số điểm cao nhất từ hội đồng giám khảo và khán giả được bước tiếp vào các vòng tuyển chọn sau. Sau ba vòng tuyển chọn, 25 thí sinh đã được lựa chọn để bước tới vòng đấu chính thức.

### Công bố phát sóng
Buổi công bố chương trình Bài hát hay nhất phiên bản Big Song Big Deal diễn ra tại Thành phố Hồ Chí Minh vào ngày 27 tháng 9 năm 2022, thu hút sự tham gia của nhiều nghệ sĩ nổi bật như Ngọc Sơn, Lưu Thiên Hương, Sara Lưu, Dương Khắc Linh... Điểm mới của mùa này là các nhạc sĩ trẻ không chỉ thể hiện khả năng sáng tác, biểu diễn mà còn được kinh doanh, đấu giá tác phẩm của chính mình. Ban tổ chức cho biết, cuộc thi hướng tới ba tiêu chí: "Sáng tác mới - Bài hát hay nhất - Chốt deal cao nhất", từ đó chương trình hứa hẹn sẽ có những màn tranh quyền đầu tư ca khúc giữa các giám khảo kiêm nhà đầu tư. Ngoài ra, ban giám khảo không cố định xuyên suốt mà mỗi tập sẽ xuất hiện những giám khảo khách mời. Họ sẽ đưa ra nhận xét, chia sẻ và có thể tham gia đấu giá tại cuộc thi.
Ông Nguyễn Quang Minh, Tổng Giám đốc Công ty Cát Tiên Sa cho biết: "Suốt nhiều tháng liền, chúng tôi tìm từ hàng trăm thí sinh xuống còn 100 thí sinh, từ đó còn 25 thí sinh cuối cùng. Họ là những người trẻ tài năng, hiện rõ bản lĩnh âm nhạc rất cao, sáng tác đủ mọi thể loại, từ Việt Nam thịnh vượng cho đến quê hương đất nước. Các em dù không phải là những nghệ sĩ, ca sĩ chuyên nghiệp nhưng vẫn thể hiện tốt phần thi của mình một cách rất xuất sắc".
Tại buổi họp báo, khái niệm "big deal" (tạm dịch là "giao dịch lớn"), chuyện đấu giá và quyền đầu tư bài hát ngay trên sân khấu cũng được báo chí xem là một vấn đề có thể gây ra sự nhạy cảm. Ông Nguyễn Quang Minh trả lời: "Chúng tôi không muốn nhấn mạnh chuyện mua bán trên sân khấu, mà thay vào đó, chúng tôi mở rộng khái niệm là đầu tư. Nhà đầu tư và một bài hát không chỉ có nghĩa về thương mại, số tiền đó không chỉ dùng để mua bán. Thậm chí, chúng tôi chỉ sử dụng từ đầu tư, đầu tư cả hoàn cảnh nghệ sĩ sáng tác và mọi thứ xoay quanh ca khúc. Hy vọng với cách ứng biến, xử lý thì mọi thứ sẽ nhẹ bớt". Ông nói thêm: "Trong những năm gần đây, nhu cầu của khán giả trẻ muốn nghe những ca khúc mới là rất lớn, ngoài chất lượng nghệ thuật, họ cũng yêu cầu sự thành công ngay lập tức của ca khúc đó ở khía cạnh thị trường. Đây là một điều rất khó với những người làm chương trình như chúng tôi. May mắn là đợt vừa rồi mọi thứ đã được giải quyết. Nói là kinh doanh, là big deal, nhưng đó chỉ là một thăm dò, còn sự tử tế với nhau trong làm nghề mới là điều quan trọng nhất".
VPBank Prime là nhà tài trợ chính của mùa này. Chia sẻ tại buổi họp báo, ông Phùng Duy Khương - đại diện nhà tài trợ cho biết, bản thân ông và ban lãnh đạo ngân hàng rất ấn tượng với 2 mùa đầu tiên của chương trình. "Đây không chỉ là gameshow thuần túy mà còn là sân chơi, bệ phóng hết sức nhân văn với kỳ vọng từ đây sẽ chắp cánh ước mơ cho những nhạc sĩ trẻ của Việt Nam", ông nói. Về lý do đồng hành cùng chương trình, ông cho biết, ý tưởng của chương trình này có nét tương đồng với tinh thần của thương hiệu, đó là, hướng đến thế hệ trẻ sống bứt phá - dám ước mơ, dám hành động, theo đuổi đam mê để vươn tới thành công.
Mùa này do Ban Văn nghệ, Đài Truyền hình Việt Nam và công ty Cát Tiên Sa thực hiện. Ban nhạc Vietstage là ban nhạc chính của chương trình.

## Phát sóng
Mùa thứ ba của Bài hát hay nhất được lên sóng từ ngày 2 tháng 10 năm 2022 lúc 21:15 chủ nhật hàng tuần trên kênh VTV3. Các tập phát sóng của chương trình được công chiếu lúc 21:45 cùng ngày trên kênh YouTube chính thức của nhà sản xuất.

## Thí sinh
Sau vòng tuyển chọn toàn quốc, từ 500 thí sinh, chương trình đã tìm ra được 25 ứng viên xuất sắc bước vào các vòng thi tiếp theo. Các thí sinh được đánh giá có tư duy làm nhạc văn minh, hiện đại, với các sáng tác mang nhiều phong cách hiện đại, dân ca, truyền thống, bolero...
| TT | Tên thí sinh         | Nghệ danh         | Điểm tích lũy lượt thi | Điểm tích lũy lượt thi | Điểm tích lũy lượt thi | Điểm tích lũy lượt thi | Tổng điểm (ĐTL) |
| TT | Tên thí sinh         | Nghệ danh         | Lượt 1                 | Lượt 2                 | Lượt 3                 | Lượt 4                 | Tổng điểm (ĐTL) |
| -- | -------------------- | ----------------- | ---------------------- | ---------------------- | ---------------------- | ---------------------- | --------------- |
| 1  | Hà An Huy            | —                 | 4                      | 2                      | 4                      | 4                      | 47 (14)         |
| 2  | Nguyễn Ngọc Phụng    | Ngọc Phụng        | 4                      | 4                      | 1                      | 3                      | 46 (12)         |
| 3  | Phạm Đức Thành       | Ngắn              | 4                      | 0                      | 0                      | 2                      | 35 (6)          |
| 4  | Nguyễn Quang Anh     | Cheng             | 1                      | 4                      | 4                      | 4                      | 35 (13)         |
| 5  | Lê Thị Thanh Thanh   | Di Di             | 3                      | 2                      | 1                      | 4                      | 35 (10)         |
| 6  | Lê Công Thành        | Hooligan          | 4                      | 4                      | 0                      | 2                      | 33 (10)         |
| 7  | Phạm Thị Kim Yến     | Moon              | 3                      | 0                      | 3                      | 2                      | 33 (8)          |
| 8  | Đặng Minh Trí        | Trid Minh         | 3                      | 2                      | 4                      | 3                      | 32 (12)         |
| 9  | Ngô Lan Hương        | —                 | 4                      | 2                      | 0                      | 1                      | 32 (7)          |
| 10 | Trần Thùy Dương      | Saabirose         | 1                      | 0                      | 4                      | 4                      | 32 (9)          |
| 11 | Nguyễn Ngọc Hồng Anh | Chang Mie         | 2                      | 1                      | 1                      | 1                      | 31 (5)          |
| 12 | Mai Chí Công         | —                 | 0                      | 3                      | 2                      | 3                      | 30 (8)          |
| 13 | Đào Duy Quỳnh        | —                 | 3                      | 4                      | 2                      | 2                      | 29 (11)         |
| 14 | Đỗ Phương Vy         | Vy Vy             | 3                      | 4                      | 3                      | 4                      | 28 (14)         |
| 15 | Nguyễn Minh Luân     | Lucas Luân Nguyễn | 2                      | 2                      | 3                      | 0                      | 27 (7)          |
| 16 | Bùi Trường Linh      | —                 | 0                      | 1                      | 4                      | 1                      | 26 (6)          |
| 17 | Nguyễn Mạnh Cường    | 14 Casper         | 2                      | 3                      | 2                      | 3                      | 26 (10)         |
| 18 | Đinh Quang Minh      | Minh Đinh         | 2                      | 3                      | 3                      | 3                      | 25 (11)         |
| 19 | Đậu Tất Đạt          | Alterboi          | 0                      | 3                      | 1                      | 2                      | 24 (6)          |
| 20 | Siu Thân             | Vicent            | 1                      | 1                      | 2                      | 0                      | 18 (4)          |
| 21 | Đào Dương Công Toại  | Tọi               | 1                      | 0                      | 2                      | 0                      | 9 (3)           |
| 22 | Vũ Tiến Việt         | Việt Puzo         | 0                      | 1                      | 3                      | 1                      | 9 (5)           |
| 23 | Lê Phúc Cương Anh    | OleeAnh           | 2                      | 1                      | 0                      | 1                      | 8 (4)           |
| 24 | Nguyễn Minh Đại      | Daigoo            | 0                      | 3                      | 0                      | 0                      | 7 (3)           |
| 25 | Đỗ Hoài Nam          | —                 | 1                      | 0                      | 1                      | 0                      | 6 (2)           |

## Các tập phát sóng

### Tập 1 (2 tháng 10 năm 2022)
- Giám khảo: Huy Tuấn, Dương Khắc Linh, Bùi Lan Hương
- Nhà đầu tư: Trần Hoàng Nhật Khánh, Mai Tiến Dũng, Hoàng Thùy, Phương Mỹ Chi
- Tham khảo:[16]

| Hạng | Thí sinh         | Lượt thi | Bài hát                | Kết quả các vòng | Kết quả các vòng | Kết quả các vòng | Kết quả các vòng | Mức đầu tư (đồng) |
| Hạng | Thí sinh         | Lượt thi | Bài hát                | Vòng 1           | Vòng 2           | Vòng 3           | Vòng 4           | Mức đầu tư (đồng) |
| ---- | ---------------- | -------- | ---------------------- | ---------------- | ---------------- | ---------------- | ---------------- | ----------------- |
| 1    | Phạm Đức Thành   | 1        | "Thời nay"             | 32,18%           | Được chọn 1      | 35,58%           | THẮNG            | 100.000.000       |
| 2    | Đỗ Phương Vy     | 1        | "Về miền cỏ hoa"       | 28,42%           | Được chọn 2      | 36,62%           | HẠNG NHÌ         | —                 |
| 3    | Nguyễn Minh Luân | 1        | "Tìm tôi giữa điểm mơ" | 19,03%           | Được chọn 3      | 27,80%           |                  | —                 |
| 4    | Nguyễn Quang Anh | 1        | "Dấu chân hoàng kim"   | 15,75%           | LOẠI             |                  |                  | —                 |
| 5    | Nguyễn Minh Đại  | 1        | "Dấu chân của rồng"    | 4,62%            |                  |                  |                  | 50.000.000        |

### Tập 2 (9 tháng 10 năm 2022)
- Giám khảo: Huy Tuấn, Nguyễn Hải Phong, Mỹ Lệ, Erik
- Nhà đầu tư: Trần Hoàng Nhật Khánh, Phan Anh, Ali Hoàng Dương, Nam Em
- Tham khảo:[17][18]

| Hạng | Thí sinh             | Lượt thi | Bài hát                               | Kết quả các vòng | Kết quả các vòng | Kết quả các vòng | Kết quả các vòng | Mức đầu tư (đồng) |
| Hạng | Thí sinh             | Lượt thi | Bài hát                               | Vòng 1           | Vòng 2           | Vòng 3           | Vòng 4           | Mức đầu tư (đồng) |
| ---- | -------------------- | -------- | ------------------------------------- | ---------------- | ---------------- | ---------------- | ---------------- | ----------------- |
| 1    | Lê Công Thành        | 1        | "Chẳng cần Paris hay L.A"             | 20,18%           | Được chọn 2      | 36,41%           | THẮNG            | 50.000.000        |
| 2    | Đặng Minh Trí        | 1        | "Cứ để mọi thứ tự nhiên"              | 26,75%           | Được chọn 1      | 35,76%           | HẠNG NHÌ         | 50.000.000        |
| 3    | Nguyễn Ngọc Hồng Anh | 1        | "Nếu thế giới nằm mơ thấy anh"        | 17,94%           | Được chọn 3      | 27,83%           |                  | 20.000.000        |
| 4    | Trần Thùy Dương      | 1        | "Tỷ tự"                               | 17,90%           | LOẠI             |                  |                  | —                 |
| 5    | Đậu Tất Đạt          | 1        | "Stay with me - Đừng để anh một mình" | 17,23%           |                  |                  |                  | 40.000.000        |

### Tập 3 (16 tháng 10 năm 2022)
- Giám khảo: Huy Tuấn, Nguyễn Hải Phong, Lương Bích Hữu, Tóc Tiên
- Nhà đầu tư: Trần Hoàng Nhật Khánh, Mỹ Lệ, Phan Anh, Lona Kiều Loan
- Tham khảo:[19]

| Hạng | Thí sinh        | Lượt thi | Bài hát                               | Kết quả các vòng | Kết quả các vòng | Kết quả các vòng | Kết quả các vòng | Mức đầu tư (đồng) |
| Hạng | Thí sinh        | Lượt thi | Bài hát                               | Vòng 1           | Vòng 2           | Vòng 3           | Vòng 4           | Mức đầu tư (đồng) |
| ---- | --------------- | -------- | ------------------------------------- | ---------------- | ---------------- | ---------------- | ---------------- | ----------------- |
| 1    | Ngô Lan Hương   | 1        | "Xin đừng lòng vòng"                  | 29,51%           | Được chọn 1      | 35,73%           | THẮNG            | 70.000.000        |
| 2    | Đào Duy Quỳnh   | 1        | "Vội vã người đi nhưng chẳng trở lại" | 27,82%           | Được chọn 2      | 34,54%           | HẠNG NHÌ         | —                 |
| 3    | Đinh Quang Minh | 1        | "Định luật Ôm"                        | 14,01%           | Được chọn 3      | 29,73%           |                  | 30.000.000        |
| 4    | Siu Thân        | 1        | "Guitar và anh"                       | 15,93%           | LOẠI             |                  |                  | 30.000.000        |
| 5    | Vũ Tiến Việt    | 1        | "Nếu không phải anh thì sẽ là ai?"    | 12,73%           |                  |                  |                  | —                 |

### Tập 4 (23 tháng 10 năm 2022)
- Giám khảo: Huy Tuấn, Dương Khắc Linh, Thịnh Kainz
- Nhà đầu tư: Trần Hoàng Nhật Khánh, Phương Mỹ Chi, Kata Trần, Tùng Cedrus
- Tham khảo:[20]

| Hạng | Thí sinh            | Lượt thi | Bài hát               | Kết quả các vòng | Kết quả các vòng | Kết quả các vòng | Kết quả các vòng | Mức đầu tư (đồng) |
| Hạng | Thí sinh            | Lượt thi | Bài hát               | Vòng 1           | Vòng 2           | Vòng 3           | Vòng 4           | Mức đầu tư (đồng) |
| ---- | ------------------- | -------- | --------------------- | ---------------- | ---------------- | ---------------- | ---------------- | ----------------- |
| 1    | Hà An Huy           | 1        | "Bức họa nơi xa"      | 28,72%           | Được chọn 1      | 35,44%           | 62,20%           | 10.000.000        |
| 2    | Lê Thị Thanh Thanh  | 1        | "Khi xưa mong sẽ lớn" | 26,74%           | Được chọn 2      | 34,12%           | HẠNG NHÌ         | 20.000.000        |
| 3    | Nguyễn Mạnh Cường   | 1        | "Đi khỏi thế gian"    | 20,03%           | Được chọn 3      | 30,44%           |                  | —                 |
| 4    | Đào Dương Công Toại | 1        | "Định đoạt giấc mơ"   | 13,40%           | LOẠI             |                  |                  | —                 |
| 5    | Mai Chí Công        | 1        | "Hoàng kim"           | 11,11%           |                  |                  |                  | —                 |

### Tập 5 (30 tháng 10 năm 2022)
- Giám khảo: Huy Tuấn, Nguyễn Hải Phong, Quang Lê, Ali Hoàng Dương
- Nhà đầu tư: Trần Hoàng Nhật Khánh, Tố My, Hà Nhi
- Tham khảo:[21]

| Hạng | Thí sinh          | Lượt thi | Bài hát                              | Kết quả các vòng | Kết quả các vòng | Kết quả các vòng | Kết quả các vòng | Mức đầu tư (đồng) |
| Hạng | Thí sinh          | Lượt thi | Bài hát                              | Vòng 1           | Vòng 2           | Vòng 3           | Vòng 4           | Mức đầu tư (đồng) |
| ---- | ----------------- | -------- | ------------------------------------ | ---------------- | ---------------- | ---------------- | ---------------- | ----------------- |
| 1    | Nguyễn Ngọc Phụng | 1        | "Đãi ngộ"                            | 29,25%           | Được chọn 1      | 34,58%           | THẮNG            | 200.000.000       |
| 2    | Phạm Thị Kim Yến  | 1        | "Vùng đất diệu kỳ"                   | 27,78%           | Được chọn 2      | 33,75%           | HẠNG NHÌ         | 100.000.000       |
| 3    | Lê Phúc Cương Anh | 1        | "Ngày tôi thức giấc"                 | 17,32%           | Được chọn 3      | 31,67%           |                  | 50.000.000        |
| 4    | Đỗ Hoài Nam       | 1        | "Sống bứt phá" ("Run for your life") | 14,41%           | LOẠI             |                  |                  | 50.000.000        |
| 5    | Bùi Trường Linh   | 1        | "Thế còn anh thì sao?"               | 11,24%           |                  |                  |                  | —                 |

### Tập 6 (6 tháng 11 năm 2022)
- Giám khảo: Huy Tuấn, Nguyễn Hải Phong, Only C
- Nhà đầu tư: Nguyễn Hồng Ngọc, Phan Anh, Sara Lưu, Roy Nguyễn
- Tham khảo:[22]

| Hạng | Thí sinh            | Lượt thi | Bài hát                | Kết quả các vòng | Kết quả các vòng | Kết quả các vòng | Kết quả các vòng | Mức đầu tư (đồng) |
| Hạng | Thí sinh            | Lượt thi | Bài hát                | Vòng 1           | Vòng 2           | Vòng 3           | Vòng 4           | Mức đầu tư (đồng) |
| ---- | ------------------- | -------- | ---------------------- | ---------------- | ---------------- | ---------------- | ---------------- | ----------------- |
| 1    | Đào Duy Quỳnh       | 2        | "Miền đất hoa lệ"      | 29,45%           | Được chọn 1      | 36,40%           | THẮNG            | 70.000.000        |
| 2    | Đậu Tất Đạt         | 2        | "Thế giới trên bờ môi" | 25,90%           | Được chọn 2      | 34,84%           | HẠNG NHÌ         | 50.000.000        |
| 3    | Lê Thị Thanh Thanh  | 2        | "Ba đừng quên con"     | 18,75%           | Được chọn 3      | 28,76%           |                  | —                 |
| 4    | Bùi Trường Linh     | 2        | "Yêu người có ước mơ"  | 14,24%           | LOẠI             |                  |                  | 40.000.000        |
| 5    | Đào Dương Công Toại | 2        | "Cô thợ may"           | 11,66%           |                  |                  |                  | —                 |

### Tập 7 (13 tháng 11 năm 2022)
- Giám khảo: Huy Tuấn, Only C, Trang Pháp
- Nhà đầu tư: Nguyễn Hồng Ngọc, Du Uyên, Quang Hùng MasterD, Roy Nguyễn
- Tham khảo:

| Hạng | Thí sinh         | Lượt thi | Bài hát             | Kết quả các vòng | Kết quả các vòng | Kết quả các vòng | Kết quả các vòng | Mức đầu tư (đồng) |
| Hạng | Thí sinh         | Lượt thi | Bài hát             | Vòng 1           | Vòng 2           | Vòng 3           | Vòng 4           | Mức đầu tư (đồng) |
| ---- | ---------------- | -------- | ------------------- | ---------------- | ---------------- | ---------------- | ---------------- | ----------------- |
| 1    | Nguyễn Quang Anh | 2        | "Thức tỉnh đi"      | 28,75%           | Được chọn 1      | 35,48%           | THẮNG            | 70.000.000        |
| 2    | Nguyễn Minh Đại  | 2        | "Ai cho em giấc mơ" | 26,21%           | Được chọn 2      | 33,17%           | HẠNG NHÌ         | 40.000.000        |
| 3    | Ngô Lan Hương    | 2        | "Thà bỏ lỡ"         | 19,58%           | Được chọn 3      | 31,35%           |                  | 46.000.000        |
| 4    | Siu Thân         | 2        | "Ăng ten TV"        | 14,64%           | LOẠI             |                  |                  | 20.000.000        |
| 5    | Trần Thùy Dương  | 2        | "Tắt máy lên đồ"    | 10,82%           |                  |                  |                  | 66.000.000        |

### Tập 8 (20 tháng 11 năm 2022)
- Giám khảo: Huy Tuấn, Only C, Trang Pháp
- Nhà đầu tư: Nguyễn Hồng Ngọc, Chi Dân, Trương Quỳnh Anh, Ngô Đình Nam
- Tham khảo:

| Hạng | Thí sinh          | Lượt thi | Bài hát              | Kết quả các vòng | Kết quả các vòng | Kết quả các vòng | Kết quả các vòng | Mức đầu tư (đồng) |
| Hạng | Thí sinh          | Lượt thi | Bài hát              | Vòng 1           | Vòng 2           | Vòng 3           | Vòng 4           | Mức đầu tư (đồng) |
| ---- | ----------------- | -------- | -------------------- | ---------------- | ---------------- | ---------------- | ---------------- | ----------------- |
| 1    | Đỗ Phương Vy      | 2        | "Đưa em về"          | 27,59%           | Được chọn 1      | 36,26%           | THẮNG            | 60.000.000        |
| 2    | Nguyễn Mạnh Cường | 2        | "Trạm dừng"          | 24,46%           | Được chọn 2      | 34,86%           | HẠNG NHÌ         | —                 |
| 3    | Nguyễn Minh Luân  | 2        | "Soloist - Độc diễn" | 19,68%           | Được chọn 3      | 28,88%           |                  | 50.000.000        |
| 4    | Lê Phúc Cương Anh | 2        | "Hà Nội và em"       | 15,57%           | LOẠI             |                  |                  | —                 |
| 5    | Đỗ Hoài Nam       | 2        | "Ta tìm thấy nhau"   | 12,70%           |                  |                  |                  | —                 |

### Tập 9 (27 tháng 11 năm 2022)
- Giám khảo: Ngọc Sơn, Mỹ Lệ, Quang Lê
- Nhà đầu tư: Quách Ngọc Ngoan, Nhật Kim Anh, Phan Mỹ Hạnh
- Tham khảo:

| Hạng | Thí sinh             | Lượt thi | Bài hát                          | Kết quả các vòng | Kết quả các vòng | Kết quả các vòng | Kết quả các vòng | Mức đầu tư (đồng) |
| Hạng | Thí sinh             | Lượt thi | Bài hát                          | Vòng 1           | Vòng 2           | Vòng 3           | Vòng 4           | Mức đầu tư (đồng) |
| ---- | -------------------- | -------- | -------------------------------- | ---------------- | ---------------- | ---------------- | ---------------- | ----------------- |
| 1    | Nguyễn Ngọc Phụng    | 2        | "Chờ cơn gió giông"              | 26,90%           | Được chọn 1      | 35,18%           | THẮNG            | 200.000.000       |
| 2    | Mai Chí Công         | 2        | "Tìm được tình yêu ở một nơi xa" | 28,67%           | Được chọn 2      | 34,48%           | HẠNG NHÌ         | 200.000.000       |
| 3    | Hà An Huy            | 2        | Ngay bây giờ                     | 20,78%           | Được chọn 3      | 30,34%           |                  | 200.000.000       |
| 4    | Nguyễn Ngọc Hồng Anh | 2        | "Gáo nước lạnh"                  | 12,81%           | LOẠI             |                  |                  | —                 |
| 5    | Phạm Đức Thành       | 2        | "Năm tháng của mẹ"               | 10,84%           |                  |                  |                  | 50.000.000        |

### Tập 10 (4 tháng 12 năm 2022)
- Giám khảo: Huy Tuấn, Dương Khắc Linh, Đông Nhi
- Nhà đầu tư: Phan Mỹ Hạnh, Nhật Kim Anh, Hoàng Thùy, Sara Lưu
- Tham khảo:

| Hạng | Thí sinh         | Lượt thi | Bài hát                    | Kết quả các vòng | Kết quả các vòng | Kết quả các vòng | Kết quả các vòng | Mức đầu tư (đồng) |
| Hạng | Thí sinh         | Lượt thi | Bài hát                    | Vòng 1           | Vòng 2           | Vòng 3           | Vòng 4           | Mức đầu tư (đồng) |
| ---- | ---------------- | -------- | -------------------------- | ---------------- | ---------------- | ---------------- | ---------------- | ----------------- |
| 1    | Lê Công Thành    | 2        | "Ảo mộng của chúng ta"     | 27,75%           | Được chọn 1      | 34,41%           | THẮNG            | 60.000.000        |
| 2    | Đinh Quang Minh  | 2        | "Mình từng mơ nhiều lắm"   | 26,98%           | Được chọn 2      | 33,75%           | HẠNG NHÌ         | 90.000.000        |
| 3    | Đặng Minh Trí    | 2        | "Người yêu toàn thời gian" | 18,24%           | Được chọn 3      | 31,84%           |                  | 200.000.000       |
| 4    | Vũ Tiến Việt     | 2        | "Cuồng si"                 | 16,45%           | LOẠI             |                  |                  | 60.000.000        |
| 5    | Phạm Thị Kim Yến | 2        | "Thức dậy và trang điểm"   | 10,58%           |                  |                  |                  | —                 |

### Tập 11 (11 tháng 12 năm 2022)
- Giám khảo: Dương Khắc Linh, Lưu Thiên Hương, Châu Đăng Khoa
- Nhà đầu tư: Phạm Long Giang, Hồ Quang Hiếu, S.T Sơn Thạch, Lynk Lee
- Tham khảo:

| Hạng | Thí sinh          | Lượt thi | Bài hát                  | Kết quả các vòng | Kết quả các vòng | Kết quả các vòng | Kết quả các vòng | Mức đầu tư (đồng) |
| Hạng | Thí sinh          | Lượt thi | Bài hát                  | Vòng 1           | Vòng 2           | Vòng 3           | Vòng 4           | Mức đầu tư (đồng) |
| ---- | ----------------- | -------- | ------------------------ | ---------------- | ---------------- | ---------------- | ---------------- | ----------------- |
| 1    | Nguyễn Quang Anh  | 3        | "Bật khóc"               | 28,26%           | Được chọn 1      | 41,51%           | THẮNG            | 40.000.000        |
| 2    | Phạm Thị Kim Yến  | 3        | "Summer vs Winter"       | 23,91%           | Được chọn 2      | 30,19%           | HẠNG NHÌ         | 120.000.000       |
| 3    | Nguyễn Mạnh Cường | 3        | "Đừng gọi là ông bà già" | 23,91%           | Được chọn 3      | 28,30%           |                  | 50.000.000        |
| 4    | Đậu Tất Đạt       | 3        | "Cafe 24h"               | 15,22%           | LOẠI             |                  |                  | 70.000.000        |
| 5    | Lê Phúc Cương Anh | 3        | "Dreamer"                | 8,70%            |                  |                  |                  | 150.000.000       |

### Tập 12 (18 tháng 12 năm 2022)
- Giám khảo: Huy Tuấn, Dương Khắc Linh, Lưu Thiên Hương, Châu Đăng Khoa
- Nhà đầu tư: Phạm Long Giang, Hồ Quang Hiếu, S.T Sơn Thạch, Sara Lưu
- Tham khảo:[23]

| Hạng | Thí sinh           | Lượt thi | Bài hát                              | Kết quả các vòng | Kết quả các vòng | Kết quả các vòng | Kết quả các vòng | Mức đầu tư (đồng) |
| Hạng | Thí sinh           | Lượt thi | Bài hát                              | Vòng 1           | Vòng 2           | Vòng 3           | Vòng 4           | Mức đầu tư (đồng) |
| ---- | ------------------ | -------- | ------------------------------------ | ---------------- | ---------------- | ---------------- | ---------------- | ----------------- |
| 1    | Đặng Minh Trí      | 3        | "Một vòng quanh mặt trời"            | 14,58%           | Được chọn 3      | 35,29%           | THẮNG            | 150.000.000       |
| 2    | Nguyễn Minh Luân   | 3        | "Lời ru ánh sáng" (hỗ trợ: Ngọc Mai) | 18,75%           | Được chọn 1      | 52,94%           | HẠNG NHÌ         | 100.000.000       |
| 3    | Mai Chí Công       | 3        | "Mượn một giấc mơ"                   | 12,50%           | Được chọn 2      | 11,77%           |                  | 100.000.000       |
| 4    | Lê Thị Thanh Thanh | 3        | "Thích em chưa?"                     | 50,00%           | LOẠI             |                  |                  | 100.000.000       |
| 5    | Nguyễn Minh Đại    | 3        | "Nhớ tình mong manh"                 | 4,17%            |                  |                  |                  | 50.000.000        |

### Tập 13 (25 tháng 12 năm 2022)
- Giám khảo: Huy Tuấn, Dương Khắc Linh, Châu Đăng Khoa
- Nhà đầu tư: Nguyễn Thùy Dương, Hương Giang, Sara Lưu, Dược sĩ Tiến
- Tham khảo:

| Hạng | Thí sinh        | Lượt thi | Bài hát          | Kết quả các vòng | Kết quả các vòng | Kết quả các vòng | Kết quả các vòng | Mức đầu tư (đồng) |
| Hạng | Thí sinh        | Lượt thi | Bài hát          | Vòng 1           | Vòng 2           | Vòng 3           | Vòng 4           | Mức đầu tư (đồng) |
| ---- | --------------- | -------- | ---------------- | ---------------- | ---------------- | ---------------- | ---------------- | ----------------- |
| 1    | Trần Thùy Dương | 3        | "Hót hòn họt"    | 31,67%           | Được chọn 2      | 39,23%           | THẮNG            | 500.000.000       |
| 2    | Đinh Quang Minh | 3        | "Em là của ai?"  | 16,67%           | Được chọn 3      | 31,64%           | HẠNG NHÌ         | 30.000.000        |
| 3    | Đào Duy Quỳnh   | 3        | "Giấc mơ"        | 31,67%           | Được chọn 1      | 29,13%           |                  | 50.000.000        |
| 4    | Đỗ Hoài Nam     | 3        | "Dreamincetamol" | 13,32%           | LOẠI             |                  |                  | 100.000.000       |
| 5    | Phạm Đức Thành  | 3        | "Sao giờ lại"    | 6,67%            |                  |                  |                  | 30.000.000        |

### Tập 14 (1 tháng 1 năm 2023)
- Giám khảo: Huy Tuấn, Nguyễn Văn Chung, Châu Đăng Khoa
- Nhà đầu tư: Nguyễn Thùy Dương, Hương Giang, Dược sĩ Tiến, Giang Hồng Ngọc
- Tham khảo:

| Hạng | Thí sinh             | Lượt thi | Bài hát                      | Kết quả các vòng | Kết quả các vòng | Kết quả các vòng | Kết quả các vòng | Mức đầu tư (đồng) |
| Hạng | Thí sinh             | Lượt thi | Bài hát                      | Vòng 1           | Vòng 2           | Vòng 3           | Vòng 4           | Mức đầu tư (đồng) |
| ---- | -------------------- | -------- | ---------------------------- | ---------------- | ---------------- | ---------------- | ---------------- | ----------------- |
| 1    | Hà An Huy            | 3        | "Tâm trí tôi"                | 24,76%           | Được chọn 1      | 36,54%           | THẮNG            | 50.000.000        |
| 2    | Vũ Tiến Việt         | 3        | "Chúng ta của thời khắc này" | 20,98%           | Được chọn 2      | 32,69%           | HẠNG NHÌ         | —                 |
| 3    | Đào Dương Công Toại  | 3        | "Ôm nhớ mà mơ"               | 18,27%           | Được chọn 3      | 30,77%           |                  | 80.000.000        |
| 4    | Nguyễn Ngọc Hồng Anh | 3        | "Dear em"                    | 22,32%           | LOẠI             |                  |                  | 10.000.000        |
| 5    | Ngô Lan Hương        | 3        | "10 giây cuối cùng"          | 13,67%           |                  |                  |                  | —                 |

### Tập 15 (8 tháng 1 năm 2023)
- Giám khảo: Ngọc Sơn, Huy Tuấn, Châu Đăng Khoa
- Nhà đầu tư: Anh Tú, Nguyễn Thuỳ Dương, Giang Hồng Ngọc, Nam Em
- Tham khảo:[24]

| Hạng | Thí sinh          | Lượt thi | Bài hát                              | Kết quả các vòng | Kết quả các vòng | Kết quả các vòng | Kết quả các vòng | Mức đầu tư (đồng) |
| Hạng | Thí sinh          | Lượt thi | Bài hát                              | Vòng 1           | Vòng 2           | Vòng 3           | Vòng 4           | Mức đầu tư (đồng) |
| ---- | ----------------- | -------- | ------------------------------------ | ---------------- | ---------------- | ---------------- | ---------------- | ----------------- |
| 1    | Lê Công Thành     | 3        | "We Are Heroes" (hỗ trợ: Cheezebout) | 25.00%           | Được chọn 2      | 35.27%           | THẮNG            | 200.000.000       |
| 2    | Nguyễn Ngọc Phụng | 3        | "Biết mẹ muốn dâu"                   | 23.21%           | Được chọn 3      | 33,21%           | HẠNG NHÌ         | 200.000.000       |
| 3    | Siu Thân          | 3        | "Phượt thủ"                          | 19.65%           | Được chọn 1      | 31,52%           |                  | 30.000.000        |
| 4    | Đỗ Phương Vy      | 3        | "Chấp niệm"                          | 21.43%           | LOẠI             |                  |                  | —                 |
| 5    | Bùi Trường Linh   | 3        | "Lời yêu"                            | 10.71%           |                  |                  |                  | —                 |

### Tập 16 (15 tháng 1 năm 2023)
- Giám khảo: Huy Tuấn, Châu Đăng Khoa, Đỗ Hiếu
- Nhà đầu tư: Phan Mỹ Hạnh, Liz Kim Cương, Phương Mỹ Chi, Annie
- Tham khảo:[25]

| Hạng | Thí sinh          | Lượt thi | Bài hát                  | Kết quả các vòng | Kết quả các vòng | Kết quả các vòng | Kết quả các vòng | Mức đầu tư (đồng) |
| Hạng | Thí sinh          | Lượt thi | Bài hát                  | Vòng 1           | Vòng 2           | Vòng 3           | Vòng 4           | Mức đầu tư (đồng) |
| ---- | ----------------- | -------- | ------------------------ | ---------------- | ---------------- | ---------------- | ---------------- | ----------------- |
| 1    | Nguyễn Quang Anh  | 4        | "Luồn thẳng vào tim"     | 24,64%           | Được chọn 2      | 45,00%           | THẮNG            | 150.000.000       |
| 2    | Nguyễn Ngọc Phụng | 4        | "Bói"                    | 31,89%           | Được chọn 1      | 40,00%           | HẠNG NHÌ         | 50.000.000        |
| 3    | Phạm Đức Thành    | 4        | "Theo anh đi lên phường" | 15,94%           | Được chọn 3      | 15,00%           |                  | 80.000.000        |
| 4    | Vũ Tiến Việt      | 4        | "Tết là gia đình"        | 17,39%           | LOẠI             |                  |                  | —                 |
| 5    | Nguyễn Minh Đại   | 4        | "Mưa phùn"               | 10,14%           |                  |                  |                  | —                 |

### Tập 17 (5 tháng 2 năm 2023)
- Giám khảo: Huy Tuấn, Mỹ Lệ, Châu Đăng Khoa, Đỗ Hiếu
- Nhà đầu tư: Phan Mỹ Hạnh, Ngọc Mai, Phương Mỹ Chi, Dược sĩ Tiến
- Tham khảo:

| Hạng | Thí sinh          | Lượt thi | Bài hát                          | Kết quả các vòng | Kết quả các vòng | Kết quả các vòng | Kết quả các vòng | Mức đầu tư (đồng) |
| Hạng | Thí sinh          | Lượt thi | Bài hát                          | Vòng 1           | Vòng 2           | Vòng 3           | Vòng 4           | Mức đầu tư (đồng) |
| ---- | ----------------- | -------- | -------------------------------- | ---------------- | ---------------- | ---------------- | ---------------- | ----------------- |
| 1    | Hà An Huy         | 4        | "Miền xa xôi"                    | 16,13%           | Được chọn 2      | 34,71%           | THẮNG            | 110.000.000       |
| 2    | Nguyễn Mạnh Cường | 4        | "Ta đã vất vả rồi mà"            | 25,81%           | Được chọn 1      | 36,55%           | HẠNG NHÌ         | —                 |
| 3    | Đào Duy Quỳnh     | 4        | "Rạng ngời Việt Nam"             | 24,19%           | Được chọn 3      | 28,74%           |                  | —                 |
| 4    | Bùi Trường Linh   | 4        | "Thịnh vượng Việt Nam sáng ngời" | 25,81%           | LOẠI             |                  |                  | Không xác định    |
| 5    | Nguyễn Minh Luân  | 4        | "Thiêu thân"                     | 8,06%            |                  |                  |                  | 60.000.000        |

### Tập 18 (12 tháng 2 năm 2023)
- Giám khảo: Huy Tuấn, Mỹ Lệ, Đỗ Hiếu
- Nhà đầu tư: Trần Hoàng Nhật Khánh, Sơn Quyền, Dược sĩ Tiến, MLee
- Tham khảo:

| Hạng | Thí sinh      | Lượt thi | Bài hát               | Kết quả các vòng | Kết quả các vòng | Kết quả các vòng | Kết quả các vòng | Mức đầu tư (đồng)  |
| Hạng | Thí sinh      | Lượt thi | Bài hát               | Vòng 1           | Vòng 2           | Vòng 3           | Vòng 4           | Mức đầu tư (đồng)  |
| ---- | ------------- | -------- | --------------------- | ---------------- | ---------------- | ---------------- | ---------------- | ------------------ |
| 1    | Đỗ Phương Vy  | 4        | "Bồng bềnh bồng bềnh" | 20,97%           | Được chọn 1      | 33,33%           | THẮNG            | Không xác định     |
| 1    | Đỗ Phương Vy  | 4        | "Bồng bềnh bồng bềnh" | 20,97%           | Được chọn 1      | 33,33%           | THẮNG            | 20.000.000 (tặng)  |
| 2    | Mai Chí Công  | 4        | "Speed up"            | 14,51%           | Được chọn 3      | 56,67%           | HẠNG NHÌ         | 30.000.000 (tặng)  |
| 3    | Đậu Tất Đạt   | 4        | "Miss September"      | 14,52%           | Được chọn 2      | 10,00%           |                  | —                  |
| 4    | Ngô Lan Hương | 4        | "Đoán xem"            | 37,10%           | LOẠI             |                  |                  | 110.000.000 (tặng) |
| 5    | Đỗ Hoài Nam   | 4        | "Sinh ra để cô đơn"   | 12,90%           |                  |                  |                  | —                  |

### Tập 19 (19 tháng 2 năm 2023)
- Giám khảo: Huy Tuấn, Châu Đăng Khoa, Bùi Công Nam
- Nhà đầu tư: Trần Thị Thanh Hương, Khổng Tú Quỳnh, Vũ Thảo My, Hải Đăng Doo
- Tham khảo:

| Hạng | Thí sinh             | Lượt thi | Bài hát                 | Kết quả các vòng | Kết quả các vòng | Kết quả các vòng | Kết quả các vòng | Mức đầu tư (đồng) |
| Hạng | Thí sinh             | Lượt thi | Bài hát                 | Vòng 1           | Vòng 2           | Vòng 3           | Vòng 4           | Mức đầu tư (đồng) |
| ---- | -------------------- | -------- | ----------------------- | ---------------- | ---------------- | ---------------- | ---------------- | ----------------- |
| 1    | Trần Thùy Dương      | 4        | "Hạt cát giữa thiên hà" | 6,45%            | Được chọn 1      | 18,64%           | THẮNG            | 60.000.000        |
| 2    | Đặng Minh Trí        | 4        | "<3 km/h"               | 38,71%           | Được chọn 2      | 72,88%           | HẠNG NHÌ         | —                 |
| 3    | Phạm Thị Kim Yến     | 4        | "Kẻ khờ gặp giai nhân"  | 22,58%           | Được chọn 3      | 8,48%            |                  | 60.000.000        |
| 4    | Nguyễn Ngọc Hồng Anh | 4        | "Bắc Trung Nam"         | 27,42%           | LOẠI             |                  |                  | 50.000.000        |
| 5    | Siu Thân             | 4        | "Xuôi nhớ ngược thương" | 4,84%            |                  |                  |                  | —                 |

### Tập 20 (26 tháng 2 năm 2023)
- Giám khảo: Huy Tuấn, Châu Đăng Khoa, Đỗ Hiếu
- Nhà đầu tư: Trần Thị Thanh Hương, Khổng Tú Quỳnh, Hoàng Đức Thịnh
- Tham khảo:[4]

| Hạng | Thí sinh            | Lượt thi | Bài hát                     | Kết quả các vòng | Kết quả các vòng | Kết quả các vòng | Kết quả các vòng | Mức đầu tư (đồng) |
| Hạng | Thí sinh            | Lượt thi | Bài hát                     | Vòng 1           | Vòng 2           | Vòng 3           | Vòng 4           | Mức đầu tư (đồng) |
| ---- | ------------------- | -------- | --------------------------- | ---------------- | ---------------- | ---------------- | ---------------- | ----------------- |
| 1    | Lê Thị Thanh Thanh  | 4        | "Đi đêm lắm có ngày gặp ma" | 32,76%           | Được chọn 2      | 43,55%           | THẮNG            | 60.000.000        |
| 2    | Đinh Quang Minh     | 4        | "Đừng để nhau rơi"          | 17,23%           | Được chọn 3      | 28,87%           | HẠNG NHÌ         | 50.000.000        |
| 3    | Lê Công Thành       | 4        | "Until We Die"              | 25,86%           | Được chọn 1      | 27,58%           |                  | —                 |
| 4    | Lê Phúc Cương Anh   | 4        | "Trước lạ sau quen"         | 15,53%           | LOẠI             |                  |                  | —                 |
| 5    | Đào Dương Công Toại | 4        | "Hòa sắc"                   | 8,62%            |                  |                  |                  | —                 |

## Đón nhận
Ít có cuộc thi nào hiện nay hội tụ đông đảo thí sinh Gen Z như Bài hát hay nhất phiên bản Big Song Big Deal. Vốn là một cuộc thi theo đuổi việc tìm kiếm, tôn vinh những thí sinh trong lĩnh vực sáng tác, trình diễn, ở mùa thi này, chương trình còn nâng độ khó bằng việc yêu cầu thí sinh phải "đấu loại" thông qua việc giới thiệu, thuyết trình về ca khúc. Thông qua đó, các ca khúc cần nhận được sự ủng hộ từ giám khảo, khán giả ngay từ khâu ý tưởng, thông điệp, cũng như ngay từ lúc những giai điệu đầu tiên được hé lộ. Hướng đi này được coi là tạo nên lợi thế cho những thí sinh Gen Z - vốn là các nhà sáng tạo nội dung hoạt động sôi nổi trên mạng xã hội, có hàng triệu người đăng ký và theo dõi. Nhờ việc thường xuyên tương tác, lắng nghe, nắm bắt thị hiếu giới trẻ, nhạy bén với các xu hướng, sẽ không quá khó để những nhân tố vốn rất đình đám như Ngô Lan Hương, Di Di, 14 Casper... vượt qua các vòng thử thách để có nhiều hơn cơ hội đưa ca khúc tới thương lượng với các nhà đầu tư cũng như danh hiệu Bài hát hay nhất mỗi tuần.
Tuy nhiên, sự nổi tiếng không hẳn mang tính quyết định ở sân chơi đề cao yếu tố chuyên môn này. Thực tế đã cho thấy một số nhân tố Gen Z tuy có độ nhận diện trên mạng xã hội không quá "khủng" nhưng lại tỏa sáng ở sân khấu chương trình với những ca khúc mới được đánh giá cao, lập nên các thành tích đáng ngạc nhiên. Đó là Bùi Trường Linh với "Yêu người có ước mơ", "hit" riêng thu hút nhiều lượt xem nhất của chương trình chỉ riêng trên nền tảng YouTube. Đặng Minh Trí (Trid Minh) – một trong những thí sinh có điểm tích lũy cao nhất nhờ thành tích qua từng vòng thi đấu tuần – với loạt ca khúc chiếm trọn trái tim người nghe như "Cứ để mọi thứ tự nhiên", "Người yêu toàn thời gian", "Một vòng quanh Mặt trời"... Cảm xúc, suy nghĩ, phong cách, tư duy âm nhạc... của thế hệ Gen Z đã mang tới mùa thi thứ ba của Bài hát hay nhất không khí trẻ trung, sôi nổi, cập nhật xu hướng. Tuy nhiên, có lẽ vì còn trẻ nên đội ngũ sáng tác thiên nhiều về đề tài tình yêu đôi lứa, đưa nhiều vào các ca khúc những trào lưu thịnh hành, mang đậm ảnh hưởng từ mạng xã hội mà hơi thiếu vắng những câu chuyện, thông điệp xã hội đủ sức nặng, thể hiện trải nghiệm sâu sắc về những giá trị cuộc sống hay tạo nên những đột phá về ý tưởng. Khán giả chờ đợi sẽ chứng kiến sự bứt phá mạnh mẽ hơn từ các thí sinh Gen Z, để từ những nhân tố tiềm năng trên màn ảnh nhỏ vươn lên trở thành những nghệ sĩ mới được công chúng đón nhận, yêu mến.